# ベン・ロイ・モッテルソン
ベン・ロイ・モッテルソン（Ben Roy Mottelson、1926年7月9日 - 2022年5月13日）は、アメリカ合衆国出身の理論物理学者。1971年にデンマークに帰化した。

## 経歴
イリノイ州・シカゴに生まれる。1947年パデュー大学卒業後、1950年、ハーバード大学にてシュウィンガーに師事しPh.D.を得る。学位取得後、ニールス・ボーア研究所にてポスドクとしてオーゲ・ニールス・ボーアと原子核の集団運動の研究を始める。殻模型によって記述される核子の独立粒子運動と液滴模型によって記述される核子の集団運動を統一的に記述する集団運動模型を1953年に構築し、1975年オーゲ・ニールス・ボーア、レオ・ジェームス・レインウォーターと共にノーベル物理学賞を受賞。集団運動模型構築の後も、原子核における集団運動の微視的理論の分野において数々の偉大な業績を残している。例えば、1957年にBCS理論が提案されるやいなや、1958年原子核における超流動状態の発現を指摘した。また、高スピン状態での超流動状態から常流動状態への相転移の可能性を示唆するなど、「有限量子多体系としての原子核」という概念を生んだ。
また、オーゲ・ニールス・ボーアとの著書「Nuclear Structure」Vol.1&2 (1969&1975、Benjamin)は、核構造物理学におけるバイブル的な教科書として読まれている。